# Rocky Ridge, Utah
Rocky Ridge är en kommun (town) i Juab County i Utah. Vid 2010 års folkräkning hade Rocky Ridge 733 invånare.